# Sam Allardyce
Samuel »Sam« Allardyce, angleški nogometaš, novinar in trener, * 19. oktober 1954, Dudley, Worcestershire, Anglija, Združeno kraljestvo.
Leta je deloval kot selektor angleške reprezentance.